# Kielstaartleguaanachtigen
Kielstaartleguaanachtigen (Tropiduridae) zijn een familie van hagedissen. 

## Naam en indeling
De wetenschappelijke naam van de groep werd voor het eerst voorgesteld door Thomas Bell in 1843. De familie werd lange tijd als onderfamilie van de leguanen gezien, maar dit wordt beschouwd als verouderd. Kielstaartleguaanachtigen danken hun naam aan de sterk gekielde schubben op de staart; zij vormen een zaag-achtig patroon. De bekendste groep zijn de kielstaartleguanen uit het geslacht Tropidurus. 
De kielstaartleguaanachtigen zijn verdeeld in 137 soorten in acht geslachten. Vroeger werden ook de Liolaemidae en de Leiocephalidae tot de kielstaartleguaanachtigen gerekend en was de groep veel groter. Tegenwoordig worden deze twee groepen als aparte families gezien. Onderstaand is een geslachtenlijst weergegeven, zie voor de soorten ook de lijst van kielstaartleguaanachtigen

## Uiterlijke kenmerken
De soorten blijven klein tot middelgroot, van ongeveer 5 tot 15 centimeter exclusief de staart die even lang of langer dan het lichaam is. Ze worden wel als de tegenhangers gezien van de stekelleguanen uit het geslacht Sceloporus.

## Verspreiding en habitat
Alle soorten komen voor in delen van Zuid-Amerika, en meestal in het noorden van het continent. De verschillende soorten komen voor in de landen Argentinië, Bolivia, Brazilië, Colombia, Ecuador, Frans-Guyana, Guyana, Paraguay, Peru, Suriname, Trinidad en Tobago, Uruguay en Venezuela.
De habitat bestaat bij veel soorten uit open, droge gebieden, maar er zijn enkele uitzonderingen. De mopskopleguaan bijvoorbeeld leeft in dichtbegroeide, vochtige bossen.

### Geslachten
De familie wordt verdeeld in de volgende geslachten, met de auteur en het verspreidingsgebied.
| Naam                             | Aantal soorten | Auteur                                | Verspreidingsgebied |
| -------------------------------- | -------------- | ------------------------------------- | --- |
| Eurolophosaurus                  | 3              | Frost, Rodrigues, Grant & Titus, 2001 | Zuid-Amerika; Brazilië |
| Microlophus                      | 23             | Duméril & Bibron, 1837                | Zuid-Amerika; Chili, Ecuador, Peru                                                                                        |
| Steltloperleguanen (Plica)       |                | Gray, 1831                            | Zuid-Amerika; Bolivia, Brazilië, Colombia, Ecuador, Frans-Guyana, Guyana, Peru, Suriname, Trinidad en Tobago en Venezuela |
| Kortstaartleguanen (Stenocercus) | 68             | Duméril & Bibron, 1837                | Zuid-Amerika en leven in de landen Argentinië, Brazilië, Colombia, Ecuador, Peru, Uruguay en Venezuela                    |
| Strobilurus                      |                | Wiegmann, 1834                        | Zuid-Amerika; Brazilië |
| Kielstaartleguanen (Tropidurus)  | 31             | Wied-Neuwied, 1824                    | Zuid-Amerika; Argentinië, Brazilië, Bolivia, Colombia Frans-Guyana, Guyana, Paraguay, Suriname, Uruguay, Venezuela        |
| Uracentron                       | 2              | Kaup1826                              | Zuid-Amerika; Brazilië, Colombia, Ecuador, Frans-Guyana, Guyana, Peru, Suriname, mogelijk in Bolivia                      |
| Uranoscodon                      | 1              | Linnaeus, 1758                        | Zuid-Amerika; Bolivia, Brazilië, Colombia, Frans-Guyana, Guyana, Peru, Suriname, Venezuela                                |